# 赫希施塔特戰役
赫希施泰特戰役發生於1703年9月20日。率領法國-巴伐利亞軍隊的維拉爾元帥在巴伐利亞的多瑙河畔赫希施泰特大勝神聖羅馬帝國部隊。

## 前奏
9月15日，巴登藩侯領導的帝國軍在攻占奧格斯堡後，從西面威脅巴伐利亞。而一支由斯泰魯姆伯爵率領的軍隊則向東移動，於9月19日到達赫希施泰特。維拉爾調動軍隊攔截這支部隊，並命令另一支由德烏松率領的7,000人組成的法軍部隊從別處進攻。

## 戰鬥
由於德烏松的部隊進攻太快，法國的計劃近乎失敗，他的軍隊因人數不足，被敵軍擊退。然而，維拉爾的軍隊及時趕到，趕在帝國軍隊調整陣地之前襲擊敵軍。最終帝國軍被迫撤退到諾德林根

## 後續
神聖羅馬帝國軍損失了11,000人和37門大砲及補給。法國-巴伐利亞軍隊損失500~1,000人。